# Friedrich Siegmund von Brünnow
Friedrich Siegmund von Brünnow, auch Friedrich Sigismund von Brünnow oder Friedrich von Brünau (* 1719/1727; † 15. März 1789 in Spandau) war ein preußischer Oberst und Kommandeur eines Grenadierbataillons. 

## Leben

### Herkunft
Friedrich war ein Angehöriger der kurländischen Linie, des ursprünglich pommerschen Adelsgeschlechts von Brünnow. Vermutlich ist er identisch mit dem gleichnamigen Sohn des polnischen Leutnants und Erbherrn auf Wilxaln im Kreis Tuckum und Podanguwen in Litauen, Melchior Dietrich von Brünnow († 23. Mai 1741) und dessen zweiter Gattin Maria Elisabeth von Heringen.

### Werdegang
Brünnow trat im Alter von 18 Jahren als Junker beim Füsilierregiment „Prinz Heinrich“ in die Preußische Armee ein. Er avancierte 1745 zum Fähnrich, 1751 zum Sekondeleutnant, 1756 zum Premierleutnant, 1758 zum Stabskapitän, 1760 zum wirklichen Kapitän und schließlich im Mai 1772 zum Major. Brünnow erhielt 1773 das Kommando über ein Grenadierbataillon das aus je zwei Kompanien vom Infanterieregiment „Prinz Heinrich“ und vom im Infanterieregiment „Ludwig von Pfuel“ zusammengesetzt war. Am 8. Juni 1781 wurde er zum Oberstleutnant und am 30. Mai 1783 zum Oberst befördert. Am 15. Juni 1785 hat Brünnow nach 43 Dienstjahren seinen Abschied mit einem Gnadengehalt i.H.v. 300 Talern erhalten.

### Familie
Brünnow hatte mit Friderica Philippina Förster, einer bürgerlichen aber ehrbaren Frau, mehrere Kinder gezeugt. Für die Legitimierung seiner drei Söhne reichte er 1772 ein Immediatsersuchen beim König ein. Erst nachdem er gegenüber Friedrich dem Großen präzisierte, das er sein Allodialvermögen aus Kurland in die Monarchie ziehen wolle, gab dieser dem Antrag statt.
- Alexander von Brünnow (1769–1836), preußischer Rittmeister
- Caroline Friderica von Brünnow (1770–1772)
- Gustav Heinrich Friedrich von Brünnow († 1803), preußischer Stabsrittmeister im Leib-Husaren-Regiment, 1794 Ritter des Orden Pour le Mérite,[7] ⚭ 1799 in Drahnsdorf Amalie von der Drössel (1768–1805)[8]
- Friederike Dorothea Philippine von Brünnow (1777–1831), ⚭ 1811 in Berlin Friedrich Georg Ludwig von Sohr (1775–1845) preußischer Generalleutnant
- Hans Karl Friedrich von Brünnow († 1814), preußischer Major und Chef einer Husaren-Eskadron im Schill’schen Freikorps, ⚭ 1807 Johanna Louise Wilhelmine Clar († 1808)